# هوراسیو الیزوندو

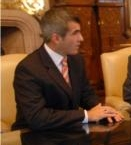
هوراسیو الیزوندو - ۲۰۰۷

هوراسیو مارسلو الیزوندو (به انگلیسی: Horacio Marcelo Elizondo) زادهٔ (۴ نوامبر ۱۹۶۳ در کیلمس، آرژانتین) یک داور بین‌المللی سابق فوتبال آرژانتینی است که بهترین دوران داوری خود در فوتبال را در جام جهانی فوتبال ۲۰۰۶ گذراند. او در جام جهانی ۲۰۰۶ به اولین داوری تبدیل شد که هم دیدار افتتاحیه و هم دیدار نهایی جام را به عنوان داور وسط قضاوت کرد.(بعد از وی هموطنش نستور پیتانا در جام جهانی فوتبال ۲۰۱۸ نیز همانند وی دو بازی افتتاحیه و نهایی جام را قضاوت کرد.) هوراسیو پس از ۱۰ دسامبر در بازی با باشگاه فوتبال بوکا جونیورز و باشگاه فوتبال لانوس بازنشسته‌شد. (۳ سال پیش از سن بازنشستگی اجباری در ۴۵ سالگی)